# Majestic Athletic
La Majestic Athletic è un'azienda di abbigliamento e accessori sportivi. È stata fondata nel 1976 da Faust Capobianco III.

## Storia
Majestic dal 1982 incominciò a produrre le divise d'allenamento per la MLB e nel 1984 siglò il suo primo contratto di sponsorizzazione. Dal 2005, Majestic è il fornitore unico per tutte le 30 franchigie della MLB.